# Il cavaliere malefico
Il cavaliere malefico (The Knight in Screaming Armour) è il sesto librogame appartenente alla serie di racconti speciali della serie horror per ragazzi Piccoli brividi, scritta da R. L. Stine.
Il volume è il nono della serie originale Give Yourself Goosebumps, la quale è composta da quarantadue libri-game dov'è il lettore a scegliere il finale della storia in base alle decisioni prese. Di questa serie, tuttavia, solo quattro libri sono stati pubblicati in Italia.

## Struttura
Il protagonista del racconto è il lettore stesso. I tuoi due cugini, Abbey e Kip, vengono a trovarti dall'Inghilterra portando con loro due grossi bauli che contengono entrambi un'armatura. A quel punto, tuo cugino Kip ti dice che in quelle due casse sono contenute due armature, una appartenente ad un cavaliere buono e l'altra ad uno cattivo. Kip, inoltre, ti spiega che suo padre, Will Saxton, tiene diversi seminari di storia medievale nei musei, e quelle armature raccontano la leggenda del cavaliere Sir Edmund Saxton (che peraltro appartiene alla tua famiglia essendo un tuo lontanissimo parente), secondo la quale una strega, in epoca medievale, avrebbe maledetto l'armatura del cavaliere perché questi ha ucciso un drago a lei molto caro.
A questo punto, nella storia, saranno presenti 22 finali in base alle scelte che prenderai durante la lettura.

### Finali negativi
- Dopo aver toccato l'uccellino finto della pendola dell'omonimo libro della serie, ti ritrovi al suo posto.
- Non fai affidamento sulla tua testa per salvare Kip dalle teste di guardia del manichino, quindi invece provi la testa del manichino che si trova nel punto più alto della stanza. Quando arrivi all'altezza degli occhi, la testa del manichino si gira verso di te. Risulta essere il capo del cavaliere malvagio e cambia testa con te.
- Hai la testa di una regina, Abbey ha la tua testa e Kip ha la testa di un gargoyle. Quando le altre teste del manichino iniziano a urlare alle 6:00 del mattino, prendi l'orologio a tre facce che squilla dalla tua felpa e decidi di usarlo. Quando tocchi il quadrante arancione senza lancette, però, il tempo si ferma.
- Abbey, che si è trasformata in un nottolone, vola verso un nido sulla cima di una montagna e ti lascia cadere dentro insieme a Kip. Gusci d'uovo si formano intorno a entrambi, intrappolandovi dentro. Non sai quando (o se) le uova si schiuderanno ed è implicito che probabilmente non lo faranno per molto tempo.
- Tu, Kip e Abbey vi state trasformando in bambini e stai diventando più giovane. Giri il tempo sul quadrante verde e Kip e Abbey tornano alla normalità, ma sei ancora un bambino. Per quanto sia ingiusto, sei ancora vivo, ma tornerai indietro nel tempo scomparendo per sempre, invecchiando più tardi o restando così per sempre, anche se non è chiaro.
- Mentre dormivi, il Cavaliere Malefico ti ha trasformato in uno dei suoi guardiani personali.
- Tu, Kip e Abbey non trovate mai la via d'uscita dalle siepi del labirinto perché non siete riusciti ad uscirne. In pochi giorni morite di fame, disidratazione e stanchezza. Anni dopo, i vostri corpi si mescolano al terreno e diventate concime per le siepi.
- Tu, Kip e Abbey provate a fuggire da un vecchio e orribile mago giardiniere a tre teste, ma prima che possiate farlo egli vi trasforma in una persona a tre teste.
- Tu, Kip e Abbey diventate fiori in un giardino del vecchio mago giardiniere a tre teste. Scopri che ha catturato altre persone e ha fatto la stessa cosa con loro.
- Dopo aver toccato un'armatura, una gabbia di ferro scende dal soffitto e ti imprigiona.
- Intrappolati nella cassa del Cavaliere Malefico, tu, Kip e Abbey risultate incapaci di uscirvi.
- Sali su una montagna fatta di frammenti di persone di pietra per raccogliere un oggetto luccicante in cima. Ma risulta essere il dito del Cavaliere Malefico che ti lancia giù dalla montagna. A quel punto, anche tu diventi di pietra unendoti alla montagna.
- Tu, Kip e Abbey venite accerchiati dai Lanciatori di Fango, i quali finiscono per seppellirvi sotto palle di fango. Non uscirete mai da quel posto.
- Tu, Kip e Abbey vi unite a un gruppo di monaci fantasma dopo aver indossato le loro vesti.
- Sentendosi come se non fossi pronto per un duello giocoso, la maga mette una maledizione sulla tua armatura, facendoti scoppiare in un'eruzione cutanea che non potrà mai essere curata. Questo permetterà al Cavaliere Malefico di ucciderti dopo che ti sei tolto l'armatura per grattarti.
- Kip sta affogando in un lago e proprio mentre stai per salvarlo, appare il Cavaliere Malefico, con Abbey come nottolone. Dopo che Abbey è tornata alla sua forma originale, atterrando nel lago, il Cavaliere Malefico si moltiplica in molti. È implicito che tu e i tuoi cugini affrontiate una fine spiacevole.
- Tu e Kip arrivate in una caverna sotto un lago, dove trovate il vecchio mago giardiniere a tre teste che vi trasforma in due uccelli (cosa che ha fatto anche ad Abbey).
- Tu e i tuoi cugini state cercando di fuggire da una stanza, le cui mura si stanno chiudendo su di voi. Ti rendi conto che la risposta all'enigma che hai è quella che non avresti mai sperato di scoprire: DOPO diventa ORA, che dura solo una frazione di secondo e diventa POI. E poiché la brutta verità è che non sarai in grado di scappare, è LA FINE.
- Presto ti rendi conto di non esserti liberato della maledizione quando vedi un ramo nella tua stanza e senti la voce metallica del Cavaliere Malefico.
- Il Cavaliere Malefico sta per distruggere tutto ciò che è buono. IL MALE diventa VIVO, che è una cosa che non farai quando avrà finito con te. (Nota che ti viene data un'altra possibilità se pensi che sia troppo presto per terminare la storia.)

### Finali positivi
- Dopo aver girato le lancette sul quadrante rosa, tu e i tuoi cugini diventerete anziani. Quindi starnutisci, evocando involontariamente la Custode del Tempo. Decidi di spostare le lancette dell'orologio rosa in avanti in modo che la Custode invecchi più velocemente. Invecchiano tutti e proprio quando sembra che il tuo tempo sia scaduto, la Custode scade per prima. Quindi riporti te stesso e i tuoi cugini alla normalità. (Ti viene quindi detto di passare a pagina 6, poiché la storia non è ancora terminata.)
- Ti svegli nel garage, con Abbey e Kip seduti accanto a te. Ti chiedi se i Lanciatori di Fango e il Cavaliere Malefico fossero tutti immaginari.
- Finisci per sconfiggere il Cavaliere Malefico e quindi hai distrutto la maledizione. La Strega diventa vecchia e decrepita e tutti i suoi poteri magici scompaiono. Tu e i tuoi cugini siete riportati a casa, ma quando provi a dire loro cos'è successo trovano difficile crederci. Trovi in un mucchio fumante di rottami di metallo sul pavimento, la prova che tutto ciò è realmente accaduto.

## Copertina
A differenza delle copertine della serie originale di Piccoli brividi, realizzate da Tim Jacobus, Mark Nagata si è occupato della realizzazione delle copertine della collana Give Yourself Goosebumps insieme a Craig White. La copertina, appunto, è stata realizzata da Nagata e raffigura uno spaventoso cavaliere in armatura a cavallo di un cavallo bianco coperto da una gualdrappa rossa, mentre alle sue spalle c'è una spettrale luna piena e un corvo in armatura in volo.

## Edizioni
- R. L. Stine, Il cavaliere malefico, traduzione di Cristina Scalabrini, collana Piccoli brividi, Arnoldo Mondadori Editore, 1998,  p. 136.